# Associação da Parada do Orgulho GLBT de São Paulo
A Associação da Parada do Orgulho GLBT de São Paulo (abreviada em APOGLBT) é uma entidade civil de direito privada, sem finalidades lucrativas, destituída de natureza partidária ou religiosa, em defesa da diversidade sexual e género, pela promoção da cidadania e auto-estima de indivíduos LGBT, com a missão de lutar por uma sociedade brasileira mais justa e inclusiva, que reconheça direitos iguais para todos os(as) cidadãos(ãs). É a organização não-governamental responsável pela realização do Mês do Orgulho LGBT de São Paulo, conjunto anual de atividades promovido na capital paulista no qual está incluída a Parada do Orgulho LGBT de São Paulo, maior manifestação do gênero no mundo.

## Histórico
Sua trajetória cruza com a da Parada do Orgulho LGBT em São Paulo. Foi fundada em 1999 por militantes oriundos de diversos grupos ativistas, a fim de organizar a manifestação que já era realizada desde 1997, devido ao rápido crescimento do número de participantes em suas três primeiras edições, de 2 mil para 35 mil.
A partir de 2001, com a mesma proposta de celebração pública do orgulho, realiza outras atividades, culminando na criação do calendário oficial do Mês do Orgulho LGBT de São Paulo: o Gay Day, a Feira Cultural LGBT, o Prêmio Cidadania em Respeito à Diversidade e o Ciclo de Debates.
Em 2002, passa a organizar em sua sede reuniões temáticas que têm por objetivos a identificação das demandas de cada segmento da comunidade LGBT, a capacitação continuada e a criação de redes de apoio entre os participantes dos grupos e a redução da vulnerabilidade individual.
Nos anos seguintes começa a atuar na capacitação de novas lideranças para o movimento, voltando-se para a formação de jovens e adolescentes e a investir na produção de conhecimento, sobretudo com relação à discriminação e violência, a partir de pesquisas realizadas durante as Paradas.
Desde 2004, passa a providenciar registros de declaração de convivências homoafetivas em cartório, e atualmente conta com cerca de 200 registros realizados. 
Em 2006 cria projetos de contenção à homofobia e de prevenção às DST/Aids, passando a prestar acolhimento jurídico e psicológico gratuitamente. 
Todo esse trabalho rendeu à APOGLBT reconhecimento internacional e, recentemente, em 2008, foi honrada pela Presidência da República com o Prêmio da Secretaria Especial dos Direitos Humanos (SEDH/PR), na categoria “Dorothy Stang - Defensores de Direitos Humanos”.

## Atividades Realizadas

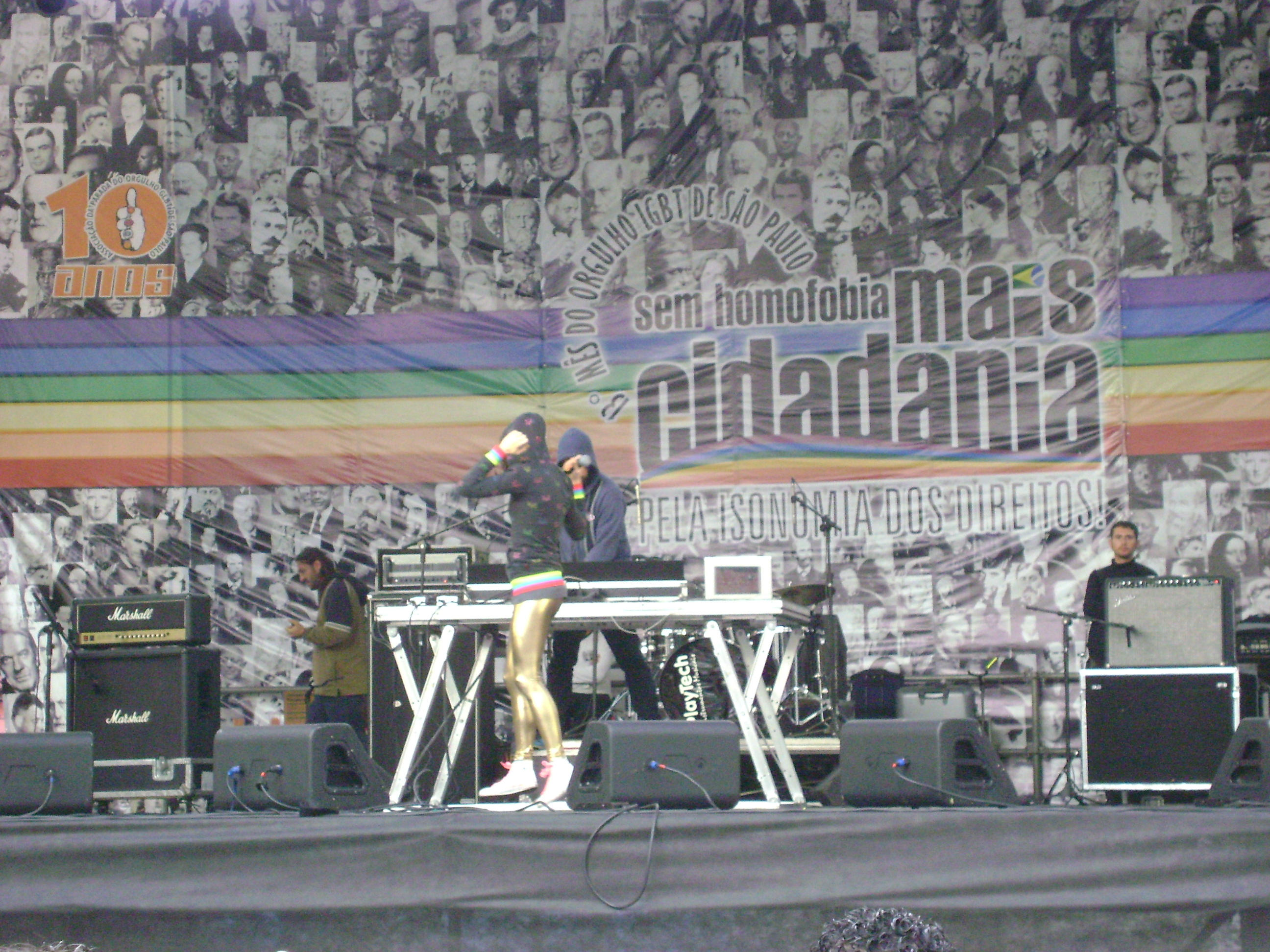
Feira cultural no XIII Mês do Orgulho LGBT de São Paulo, em 2009

- Organização, realização e promoção do Mês do Orgulho LGBT de São Paulo;
- Mobilização social por direitos, legislação e políticas públicas;
- Reuniões temáticas abertas;
- Registro de declaração de convivência homoafetiva;
- Registro de ocorrências de discriminação e violência;
- Acolhimento e encaminhamento de casos de discriminação e violência;
- Capacitação de novos ativistas;
- Intervenções educativas em locais de freqüência LGBT;
- Prevenção primária e secundária às DST/Aids e hepatites;
- Promoção da saúde integral;
- Intervenções educativas em universidades, escolas e empresas;
- Suporte a pesquisadores e estudantes;
- Estágio supervisionado para universitários;
- Atividades culturais e incentivo à cultura LGBT.